# Salpidema testaceonotata
Salpidema testaceonotata es una especie de coleóptero de la familia Salpingidae.

## Distribución geográfica
Habita en Madagascar.